# 市原市立白鳥小学校
市原市立白鳥小学校（いちはらしりつ しらとりしょうがっこう）は、千葉県市原市大久保にかつて存在した公立小学校。2013年（平成25年）3月31日をもって閉校した。

## 概要
市原市南部の加茂地区に位置する。児童数減少のため、市原市立朝生原小学校、市原市立大久保小学校、市原市立月崎小学校を統合して開校した。その後、さらに児童数減少が進んだため、統合されて市原市立加茂小学校となり閉校した。

## 沿革

### 概歴
1972年（昭和47年）に、市原市立朝生原小学校、市原市立大久保小学校、市原市立月崎小学校を統合して市原市立白鳥小学校として開校した。校地と校舎はしばらく大久保小学校のものを利用していたが、1973年（昭和48年）に同敷地内に新校舎が完成して移転している。その後、児童数減少のため統合されて2013年（平成25年）に新たに市原市立加茂小学校が開校したことに伴い閉校している。

### 年表
- 1972年（昭和47年） - 市原市立白鳥小学校開校[3]。
- 1973年（昭和48年）
  - 2月1日 - 校歌制定[3]。
  - 3月26日 - 新校舎落成、移転[3]。
- 2013年（平成25年）
  - 3月23日 - 閉校式典開催[2]。
  - 3月31日 - 閉校[4]。

## 年間行事
例年の年間行事は以下の通りである。
| 4月  | 始業式、貯金日、入学式、一年生を迎える会                                         |
| 5月  | 貯金日、運動会、田植え                                                           |
| 6月  | 金星観察会、4年生合同社会科見学、6年生地区合同学習                               |
| 7月  | 5年生合同社会科見学、地区水泳大会                                                |
| 8月  | 全校宿泊学習（1泊2日）、天文クラブ                                               |
| 9月  | 貯金日、3年生合同社会科見学、1・2年生合同生活科見学、稲刈り                      |
| 10月 | 6年生修学旅行、加茂中文歌祭参加                                                  |
| 11月 | 全校ハイキング・餅つき大会（市原市市民の森）、地区サッカー大会、地区ミニバス大会 |
| 12月 | 5年生地区合同学習                                                                |
| 1月  | 席書会、貯金日                                                                   |
| 2月  | 学力テスト                                                                       |
| 3月  | 6年生を送る会、卒業式、終業式                                                    |

## 通学区域
2022年（令和4年）4月1日現在は、閉校しているため通学区域に指定している町丁字は存在しないが、閉校前の2012年（平成24年）4月1日時点に通学区域に指定していた町丁字は以下の通りである。
- 戸面
- 朝生原
- 石神
- 折津
- 大久保
- 国本
- 月崎
- 柳川
- 菅野
- 石塚

## 通学区域内施設
- 上総大久保駅

## 中学校区
- 市原市立加茂中学校

## アクセス
- 上総大久保駅から徒歩2分